# Polycope inornata
Polycope inornata är en kräftdjursart som beskrevs av Joy och D. L. Clark 1977. Polycope inornata ingår i släktet Polycope och familjen Polycopidae. Inga underarter finns listade i Catalogue of Life.